# Alexander Posey
Alexander Posey (Eufoula, Oklahoma, 1873-1908) fue un político y escritor estadounidense de etnia maskoki, hijo de un escocés y una descendiente de los harjo. 
Colaboró en el Indian Journal donde publicó varios poemas y en 1895 fue miembro del parlamento creek, dirigió un orfanato creek y en 1901 editó el diario Eufaula Gazette donde satirizaba la vida política creek. En 1904 fue intérprete de la Comisión Dawes y murió en un accidente cuando volvía a casa. En 1910 se publicó una antología de sus poemas.
- Datos: Q2741721
- Multimedia: Alexander Posey / Q2741721